# Сюри-э-Буа
Сюри́-э-Буа́ (фр. Sury-ès-Bois) — коммуна во Франции, находится в регионе Центр. Департамент — Шер. Входит в состав кантона Вайи-сюр-Содр. Округ коммуны — Бурж.
Код INSEE коммуны — 18259.

## География
Коммуна расположена приблизительно в 160 км к югу от Парижа, в 80 км юго-восточнее Орлеана, в 50 км к северо-востоку от Буржа.
По территории коммуны протекает река Нотрёр.

## Население
Население коммуны на 2008 год составляло 290 человек.
| 1962 | 1968 | 1975 | 1982 | 1990 | 1999 | 2008 |
| ---- | ---- | ---- | ---- | ---- | ---- | ---- |
| 452  | 506  | 423  | 371  | 350  | 315  | 290  |

## Экономика
В 2007 году среди 177 человек в трудоспособном возрасте (15-64 лет) 118 были экономически активными, 59 — неактивными (показатель активности — 66,7 %, в 1999 году было 70,0 %). Из 118 активных работали 107 человек (59 мужчин и 48 женщин), безработных было 11 (5 мужчин и 6 женщин). Среди 59 неактивных 13 человек были учениками или студентами, 26 — пенсионерами, 20 были неактивными по другим причинам.

## Достопримечательности
- Церковь Сен-Мартен (XVI век)
- Монастырь Нотр-Дам, основанный в 1228 году Пьером де Ливроном
- Часовня замка Шампиньон (XIII век)

## Фотогалерея
- Церковь Сен-Мартен
- Карта коммуны